# 千卜录寺
千卜录寺，位于中国青海省共和县廿地乡曲什纳村，为第八批青海省文物保护单位，公布日期为2008年4月10日，类型为古建筑。
千卜录寺的建成年代为清。